# Liste der Codices Palatini germanici 700–799

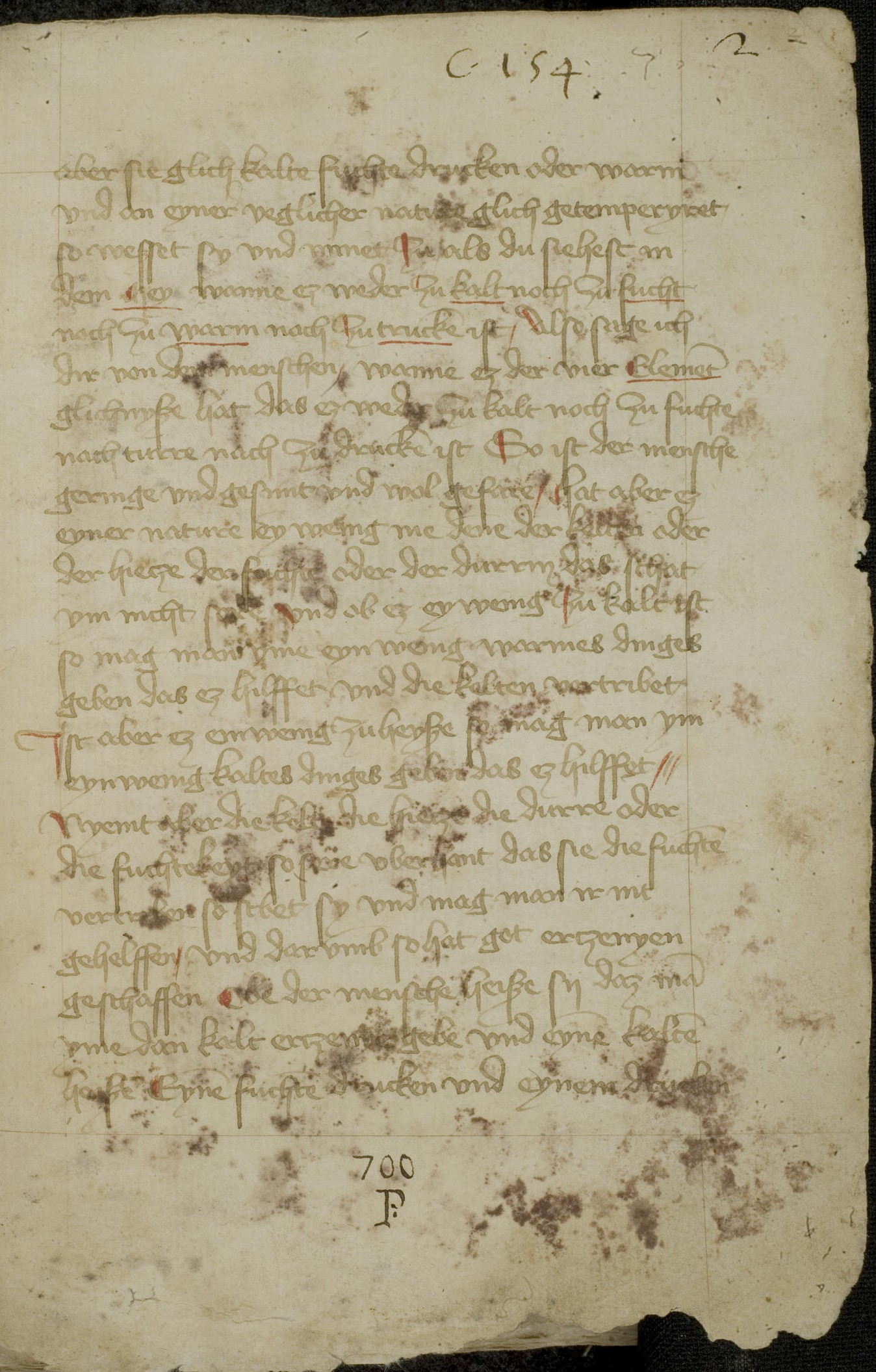
Cod. Pal. germ. 700, Blatt 2r

Diese Liste der Codices Palatini germanici gibt einen Überblick über die Handschriften 700–799 der insgesamt 848 Codices Palatini germanici (Cod. Pal. germ.; Cpg), mit Zusammenstellung der wichtigsten äußeren Daten.
Die Codices Palatini germanici sind die deutschsprachigen Handschriften der Bibliotheca Palatina, die nach wechselvoller Geschichte seit 1816 fast vollständig in der Universitätsbibliothek Heidelberg aufbewahrt werden; 1888 kam der letzte noch fehlende Bestandteil hinzu, der Codex Manesse (Cod. Pal. germ. 848).

## Liste der Handschriften Cod. Pal. germ. 700–799
Die Sprache aller Handschriften ist deutsch, es sei denn, es wäre ausdrücklich anders angegeben. Gleiches gilt für Handschriften mit lateinischen Titeln für deutsche Übersetzungen. Alle Codices sind normalerweise Handschriften, sollten es frühe Druckwerke oder Inkunabeln sein, ist dies angegeben.
Die Spalte ganz links verlinkt Wikipedia-Artikel zu den einzelnen Handschriften; die Spalte ganz rechts verlinkt die Startseiten der jeweiligen Digitalisate der Universitätsbibliothek Heidelberg.
| Cpg-Nr. | Inhalte | Entstehungsort und -zeit | Material             | Blattzahl | Maße in cm                                     | UB-Heidelberg |
| ------- | --- | --- | -------------------- | --------- | ---------------------------------------------- | ------------- |
| Cpg 700 | Medizinische Rezeptsammlung (Ortolf von Baierland: Arzneibuch; Bartholomäus; Monatsregeln; Pestregimen u. a.) | Nordbayern/Oberpfalz, 1. Viertel 15. Jh. | Papier               | 112 Blatt | 21,8 × 14,3                                    | Digitalisat   |
| Cpg 701 | Medizinische Rezeptsammlungen (u. a. von Richard von Pfalz-Simmern) | Amberg (?), um 1575 – um 1565 | Papier               | 210 Blatt | 21,7 × 15,5                                    | Digitalisat   |
| Cpg 702 | (1.) Medizinische Rezeptsammlung; (2.) Medizinische Rezeptsammlung (3.) Georg Beheim: Regimen; (4.) Juliana von Nassau-Dillenburg (?): Medizinische Rezeptsammlung                                                                                    | (1.), (2.), (4.): Amberg (?), Heidelberg (?), um 1576–1580 (3.) Ingolstadt (?), 1521 und 1529 | Papier               | 112 Blatt | 21–21,7 × 15,5–16,5                            | Digitalisat   |
| Cpg 703 | Medizinische Rezeptsammlungen; Kochbuch | verschiedene Orte, um 1570/1580 | Papier               | 125 Blatt | 21 × 16                                        | Digitalisat   |
| Cpg 704 | (1.) Johannes Magenbuch/Christoph Statmion: Regimen für Herzogin Katharina von Sachsen; (2.) Georg Agricola: Astrologisch-medizinisches Regimen; (3.) Wilhelm Rascalon: Aqua Vitae; (4.) Medizinische Rezeptsammlungen; (5.) Gräfin zu Sulz: Kochbuch | (1.) Coburg, 1545 (2.) Amberg, 1573 (3.) Amberg (?), letztes Viertel 16. Jh. (4.) Nordbayern (?), um 1540 (5.) Pfalz (?), 2. Hälfte 16. Jh.                                                                      | Papier               | 103 Blatt | 20,8–22,2 × 14–16                              | Digitalisat   |
| Cpg 705 | (1.) Medizinische Rezeptsammlungen; (2.) Johannes Magenbuch: Ärztliches Konsilium für einen Nürnberger Ratsschreiber | verschiedene Orte, (1.) letztes Drittel 16. Jh. (2.) vor 1546 | Papier               | 149 Blatt | 20,5–21,6 × 15,6–16,2                          | Digitalisat   |
| Cpg 706 | Medizinische Rezeptsammlungen; Paracelsus: De vita longa conservanda (deutsch); Johann Magenbuch: Regimen für Georg Vogler; u. a. | Süddeutschland (verschiedene Orte), 16. Jh. | Papier               | 136 Blatt | 22,2 × 16,3                                    | Digitalisat   |
| Cpg 707 | Medizinische Rezeptsammlungen | Heidelberg / Nürnberg, um 1550 – um 1580 | Papier               | 209 Blatt | 20,5–21,5 × 15–16                              | Digitalisat   |
| Cpg 708 | Medizinische Rezeptsammlungen | Süddeutschland (verschiedene Orte), um 1575 – um 1585 | Papier               | 144 Blatt | 20,8–21,8 × 15,2–16                            | Digitalisat   |
| Cpg 709 | Johann Evangelist Herzheimer: Medizinische Rezeptsammlung | Amberg, nach 1570/1575 | Papier               | 75 Blatt  | 21 × 15,8                                      | Digitalisat   |
| Cpg 710 | Medizinische Rezeptsammlung | Amberg (?), um 1570 | Papier               | 144 Blatt | 21,7–22 × 15–16                                | Digitalisat   |
| Cpg 711 | Medizinische Rezeptsammlung | Amberg (?), 1579 | Papier               | 135 Blatt | 21–21,5 × 15–16                                | Digitalisat   |
| Cpg 712 | Medizinische Rezeptsammlung | Nürnberg (?), um 1580 | Papier               | 73 Blatt  | 20,5–21 × 16                                   | Digitalisat   |
| Cpg 713 | Medizinische Rezeptsammlung | Amberg (?), um 1565–1580 | Papier               | 167 Blatt | 21,5 × 15,5                                    | Digitalisat   |
| Cpg 714 | Medizinische Rezeptsammlung | Heidelberg (?), um 1570/1575 | Papier               | 120 Blatt | 21,6 × 15,5                                    | Digitalisat   |
| Cpg 715 | Johannes Evangelist Herzheimer: Medizinische Rezeptsammlung | Amberg (?) / Heidelberg (?), um 1575 | Papier               | 87 Blatt  | 21,3–22,3 × 15,5–16                            | Digitalisat   |
| Cpg 716 | Medizinische Rezeptsammlung | Kaiserslautern (?), um 1585/1590 | Papier               | 154 Blatt | 20,2–21,2 × 16                                 | Digitalisat   |
| Cpg 717 | (1.) Gedicht: Von der Heilsamkeit der Bäder; (2.) Baderegimen; (3.) Fieberregimen; (4.) Aderlassregeln; (5.–11.) medizinische Rezeptsammlungen | (1.) Süddeutschland, um 1500 (2.) Nürnberg (?), um 1530 (3.) Heidelberg (?), Kaiserslautern (?), um 1565/1570 (4.) Augsburg, um 1505/1515 (5.–11.) Süddeutschland (verschiedene Orte), um 1515 – wenig nach 1575 | Papier               | 132 Blatt | 22 × 15–15,5                                   | Digitalisat   |
| Cpg 718 | (1.) Medizinische und astrologische Texte; (2.) Medizinische Rezeptsammlung | Süddeutschland, (1.) wenig vor 1500 (2.) 3. Drittel 16. Jh. | Papier               | 59 Blatt  | 21,3 × 14,5                                    | Digitalisat   |
| Cpg 719 | Medizinische Rezeptsammlungen | Süddeutschland (verschiedene Orte), 3. Drittel 16. Jh. | Papier               | 119 Blatt | 20,5–21 × 16–16,5                              | Digitalisat   |
| Cpg 720 | Medizinische Rezeptsammlungen | verschiedene Orte (meist wohl Amberg oder Augsburg), 1570–1585 | Papier               | 131 Blatt | 20,2–21,2 × 15,5–16                            | Digitalisat   |
| Cpg 721 | Kinderkatechismus für Kurprinz Friedrich IV., dritter Teil | Heidelberg, 1586 | Papier               | 132 Blatt | 21,2 × 15,5                                    | Digitalisat   |
| Cpg 722 | Bernhard Kretschmer: Geistliche Lieder; Gebete in Versform; Epitaph für Johannes Gentzsch | Dresden (?), 1567 | Papier               | 48 Blatt  | 19,4 × 15,1                                    | Digitalisat   |
| Cpg 723 | Elisabeth von Pfalz-Lautern: Gebete am Mittwoch | Heidelberg (?), 1580–1589 | Papier               | 59 Blatt  | 23 × 15,5                                      | Digitalisat   |
| Cpg 724 | (Pseudo-)Anselmus Cantuariensis: Traktat über das gute Sterben; Vaterunser-Auslegungen; Geistliche Lieder; Gebete; Leichenpredigt | Heidelberg u. a., 3. Drittel 16. Jh. | Papier               | 124 Blatt | 21 × 16                                        | Digitalisat   |
| Cpg 725 | Elisabeth von Pfalz-Lautern: Gebete am Donnerstag | Heidelberg (?), 1580–1589 | Papier               | 35 Blatt  | 20,5 × 16                                      | Digitalisat   |
| Cpg 726 | Schwabenspiegel (Lehnrecht) | Bayern, 1458 | Papier               | 59 Blatt  | 20 × 15,7                                      | Digitalisat   |
| Cpg 727 | Goldene Bulle | Bayern, um 1440 | Papier               | 51 Blatt  | 20,7 × 13,8–14                                 | Digitalisat   |
| Cpg 728 | (1.) Johannes Augustinus Pantheus: Ars transmutationis metallicae (deutsch); (2.) Alchemistische Rezepte | Bayern (?), um 1535/1540 | Papier               | 64 Blatt  | 20,6–21,1 × 14,3–15,5                          | Digitalisat   |
| Cpg 729 | (1.) Albrecht: Jüngerer Titurel (Auszüge); Hadamar von Laber: Die Jagd; (2.) Medizinische Rezeptsammlungen | (1.) Augsburg (?), um 1465 (2.) Kaiserslautern (?) / Heidelberg (?), um 1575 | Papier               | 57 Blatt  | 20–20,5 × 14–14,5                              | Digitalisat   |
| Cpg 730 | (1.) Marsilio Ficino: De triplici vita (lib. 1; deutsch); (2.) Kalender mit Horoskop; (3.) Johann von Soest: Dy gemeyn beicht; (4.) Unterweisung im Beten                                                                                             | (1.) Heidelberg (?), um 1500 (2.) Heidelberg (?), 1508 (3.) Heidelberg (?), 1483 (4.) Baiern, 1. Viertel 16. Jh.                                                                                                 | Papier               | 92 Blatt  | 22,5 × 16,4                                    | Digitalisat   |
| Cpg 731 | (1.) Martin Luther: Übersetzung des Propheten Jesaia; (2.) Martin Luther: Vermahnung zum Gebet wider die Türken | (1.) Wittenberg (?), 1527/1528 (2.) Wittenberg (?), 1541 | Papier               | 57 Blatt  | 21–22,5 × 15–17                                | Digitalisat   |
| Cpg 732 | Martin Luther: Übersetzung des Buchs der Weisheit | Wittenberg, 1529 | Papier               | 35 Blatt  | 20,5 × 14,5                                    | Digitalisat   |
| Cpg 733 | Geistliche Texte; Lieder; Predigten; Astrologische Texte; Prognostiken u. a. | verschiedene Orte, 16. Jh. | Papier               | 210 Blatt | 20,2–22 × 15–16,3                              | Digitalisat   |
| Cpg 734 | Sammelhandschrift | verschiedene Orte (meist Amberg oder Heidelberg), meist 3. Drittel des 16. Jhs. | Papier               | 237 Blatt | 21–22 × 14,5–16,5                              | Digitalisat   |
| Cpg 735 | Rezeptsammlungen (meist medizinisch) | verschiedene Orte, 2. Hälfte 16. Jh. | Papier               | 189 Blatt | 21 × 15–16                                     | Digitalisat   |
| Cpg 736 | Antonio Zantani: Der Kaiser Leben; Baderegimen; medizinische Rezeptsammlungen; Namenmantik; Nativitäten; Kriegslehren | verschiedene Orte, Mitte 15. Jh. – Mitte 16. Jh. | Papier               | 110 Blatt | 20–21,3 × 14,5–15                              | Digitalisat   |
| Cpg 737 | Agnes Pflug: medizinische Rezeptsammlung; Gebete; medizinische Rezepte; alchemische Rezepte | Süddeutschland (verschiedene Orte), 16. Jh. | Papier               | 70 Blatt  | 21 × 16                                        | Digitalisat   |
| Cpg 738 | Gebete für die Sonntage im Jahreskreis | Heidelberg (?) / Kaiserslautern (?), zwischen 1580 und 1589 | Papier               | 272 Blatt | 20 × 15,5                                      | Digitalisat   |
| Cpg 739 | Gebete für die Sonntage im Jahreskreis | Heidelberg (?) / Kaiserslautern (?), zwischen 1580 und 1589 | Papier               | 324 Blatt | 20–15,5 ×                                      | Digitalisat   |
| Cpg 740 | Gebete für die Sonntage im Jahreskreis | Heidelberg (?) / Kaiserslautern (?), zwischen 1580 und 1589 | Papier               | 339 Blatt | 20 × 15,5                                      | Digitalisat   |
| Cpg 741 | Gebete für die Sonntage im Jahreskreis | Heidelberg (?) / Kaiserslautern (?), zwischen 1580 und 1589 | Papier               | 292 Blatt | 20 × 15,5                                      | Digitalisat   |
| Cpg 742 | Gebete für die Feiertage im Jahreskreis | Heidelberg (?) / Kaiserslautern (?), zwischen 1580 und 1589 | Papier               | 143 Blatt | 20 × 15,5                                      | Digitalisat   |
| Cpg 743 | Medizinische Rezeptsammlung | Kaiserslautern (?), um 1585 | Papier               | 130 Blatt | 21 × 14                                        | Digitalisat   |
| Cpg 744 | Medizinische Rezeptsammlung | Kaiserslautern (?), um 1585 | Papier               | 166 Blatt | 20,3–21,7 × 14–16                              | Digitalisat   |
| Cpg 745 | Kurfürst Ludwig VI. von der Pfalz: Register zu medizinischen Rezeptbüchern | Amberg/Heidelberg, um 1570 – um 1580 | Papier               | 233 Blatt | 20,1–21,5 × 14,5–16,5                          | Digitalisat   |
| Cpg 746 | Medizinische Rezeptsammlungen | Kaiserslautern (?), Amberg (?), um 1570 –um 1586 | Papier               | 134 Blatt | 20,5–21 × 15,5–16                              | Digitalisat   |
| Cpg 747 | (1.) Alchemistische und medizinische Rezeptsammlungen; (2.) Ludwig VI: medizinische Rezeptsammlungen (Fragmente) | (1.) Köln, um 1505–1530 (2.) Amberg (?), um 1580 | Papier               | 203 Blatt | 21,5 × 14,5                                    | Digitalisat   |
| Cpg 748 | Rezeptsammlungen (medizinisch und alchemistisch) | verschiedene Orte, 16. Jh. | Papier               | 108 Blatt | 21,5–22,3 × 15,5–16                            | Digitalisat   |
| Cpg 749 | Rechenbuch; Medizinische Rezeptsammlungen; Kochrezepte | Augsburg (?) und Amberg (?), 16. Jh. | Papier               | 82 Blatt  | 20,1–20,6 × 13,5–15                            | Digitalisat   |
| Cpg 750 | Johannes Sleidanus: Oration an Keiserliche Maiestat | Bayern (Neuburg/D.?), um 1544 | Papier               | 61 Blatt  | 22,2–22,5 × 16                                 | Digitalisat   |
| Cpg 751 | Sammelhandschrift | Amberg und Heidelberg, um 1560 – um 1585 | Papier               | 63 Blatt  | 20,2–21,5 × 15–15,5                            | Digitalisat   |
| Cpg 752 | Medizinische Rezeptsammlungen | Amberg, um 1573/1575 | Papier               | 140 Blatt | 16,5 × 20,5–21                                 | Digitalisat   |
| Cpg 753 | Medizinische Rezeptsammlung | Heidelberg, um 1580 | Papier               | 96 Blatt  | 16 × 20,5                                      | Digitalisat   |
| Cpg 754 | Medizinische Rezeptsammlungen | Amberg, um 1575 | Papier               | 220 Blatt | 16–16,5 × 20,5–21,3                            | Digitalisat   |
| Cpg 755 | David Uberman (Bauschlacher): Medizinische Rezeptsammlung | Amberg, 1558 | Papier               | 31 Blatt  | 16 × 17,5                                      | Digitalisat   |
| Cpg 756 | Kurfürst Ludwig VI. von der Pfalz: Medizinische Rezeptsammlung | Amberg, um 1572 | Papier               | 22 Blatt  | 18,7–19,5 × 22,5–23                            | Digitalisat   |
| Cpg 757 | Medizinische Rezeptsammlungen | Süddeutschland, Oberpfalz, Nordbayern, um 1560 – 1580 | Pergament und Papier | 63 Blatt  | 16.7–17,8 × 16–20,5                            | Digitalisat   |
| Cpg 758 | Medizinische Rezeptsammlung | Amberg (?), um 1570 | Papier               | 106 Blatt | 10,7 × 16–16,5                                 | Digitalisat   |
| Cpg 759 | (1.) Pestregimen Contra pestem praeservativa; (2.) Regeln zum Aderlass und zum Schröpfen u. a.; (3.) Medizinische Rezeptsammlung | (1.) Schwaben (?), Ende 16. Jh. (2.) Süddeutschland, 1599 (3.) Süddeutschland, um 1505 | Papier               | 59 Blatt  | (1.) 19,3 × 16 (2.) 19,3 × 16 (3.) 14,5 × 10,5 | Digitalisat   |
| Cpg 760 | Medizinische Rezeptsammlung | Heidelberg (?), um 1570 | Papier               | 146 Blatt | 16 × 10                                        | Digitalisat   |
| Cpg 761 | Medizinische Rezeptsammlungen | verschiedene Orte, 3. Drittel 16. Jh. | Papier               | 70 Blatt  | 16,4 × 10–10,5                                 | Digitalisat   |
| Cpg 762 | Medizinische Rezeptsammlungen | Amberg u. a., zwischen 1540 und 1590 | Papier               | 108 Blatt | 16,3 × 10–10,5                                 | Digitalisat   |
| Cpg 763 | Roßarznei; Medizinische Rezeptsammlungen; Geomantie | verschiedene Orte, um 1540 – 1613 | Papier und Pergament | 102 Blatt | 16,7 × 12,2                                    | Digitalisat   |
| Cpg 764 | (1.) Johannes Müntzinger: Vorrede über das Vaterunser; (2.) Psalmen (in Liedform); (3.) Psalm 79 (in Liedform); (4.) Johannes Willing: Predigt | (1.) Augsburg (?), um 1460 (2.) Augsburg (?), 1. Hälfte 16. Jh. (3.) Dresden (?), 1551 (4.) Dilsberg, 1567 | Papier               | 98 Blatt  | 15–15,8 × 10,5–11                              | Digitalisat   |
| Cpg 765 | Geistlicher Text über die Liebe; Gebete; katechetische Fragstücke; geistliche Lieder | verschiedene Orte, 16. Jh. | Papier               | 58 Blatt  | 15,8–16,8 × 10–11                              | Digitalisat   |
| Cpg 766 | Gebetsanweisungen; Gebete; Geistliches ABC; Geistliches Lied | verschiedene Orte, um 1550 – 1580 | Papier               | 49 Blatt  | 15–15,8 × 10                                   | Digitalisat   |
| Cpg 767 | Anleitung junger Kinder zur Beichte; Gebete | Dresden (?), um 1560 | Papier               | 38 Blatt  | 15,5 × 9,5                                     | Digitalisat   |
| Cpg 768 | Tagebuch des Pfalzgrafen Johann Kasimir von Pfalz-Lautern | verschiedene Orte, 1581–1585 | Papier               | 81 Blatt  | 16,5 × 10,5                                    | Digitalisat   |
| Cpg 769 | Pfalzgraf Johann Kasimir von Pfalz-Lautern: Abschusslisten 1585–1587 | Kaiserslautern (?), Heidelberg (?), 1585–1587 | Papier               | 62 Blatt  | 16 × 10,5–11                                   | Digitalisat   |
| Cpg 770 | Medizinische und theologische Sammelhandschrift | verschiedene Orte, 15./16. Jh. | Papier               | 319 Blatt | 14,3–16,8 × 9–11                               | Digitalisat   |
| Cpg 771 | Gebetbuch des Kurfürsten Friedrich III. von der Pfalz und der Amalia von Neuenahr | Heidelberg, 1571 | Pergament            | 8 Blatt   | 13,5 × 9,3                                     | Digitalisat   |
| Cpg 772 | Rezeptsammlung | Amberg (?), um 1580/1585 | Papier               | 16 Blatt  | 10,5 × 7,5                                     | Digitalisat   |
| Cpg 773 | Theologische Sammelhandschrift | Hohenlohe (?), (wenig) nach 1560 | Papier               | 130 Blatt | 21–21,5 × 15–15,5                              | Digitalisat   |
| Cpg 774 | Spruchdichtung; Nachrichten | Bayern (Augsburg?), um 1555 | Papier               | 54 Blatt  | 31,5 × 22                                      | Digitalisat   |
| Cpg 775 | Johann Schradin: Expostulation Deutschlands gegen Kaiser Karl V. 1546; Nachrichten | Bayern (Augsburg?), um 1555 | Papier               | 33 Blatt  | 31,7 × 22                                      | Digitalisat   |
| Cpg 776 | Nachrichten; Berichte über den Tod von Georg Martinuzzi, Eduard VI., John Dudley und Juan Diaz | Bayern (Augsburg?), um 1555 | Papier               | 28 Blatt  | 31,5 × 22                                      | Digitalisat   |
| Cpg 777 | Berichte und Dichtung über Herzog Johann Friedrich I. von Sachsen | Bayern (Augsburg?), um 1555 | Papier               | 31 Blatt  | 31,5 × 22                                      | Digitalisat   |
| Cpg 778 | Schriften zur Wahl Kaiser Karls V. 1519 | Bayern, um 1555 | Papier               | 34 Blatt  | 31,7 × 22                                      | Digitalisat   |
| Cpg 779 | Die Remchingerin: Medizinische Rezeptsammlung | Heidelberg (?), um 1575 – 1580 | Papier               | 145 Blatt | 32–32,5 × 21,5                                 | Digitalisat   |
| Cpg 780 | Medizinische Rezeptsammlungen | verschiedene Orte, um Mitte 16. Jh. | Papier               | 157 Blatt | 31 × 20,7–22,5                                 | Digitalisat   |
| Cpg 781 | Johannes Möringer: Medizinische Rezeptsammlung | Sulzbach, um 1570 | Papier               | 269 Blatt | 31,5–32,5 × 20–21                              | Digitalisat   |
| Cpg 782 | Alchemistische Traktate | verschiedene Orte, 4. Viertel 16. Jh. | Papier               | 249 Blatt | 32,5–34 × 19–21,5                              | Digitalisat   |
| Cpg 783 | Urkundensammlung | Speyer (?), 1533–1545 | Papier               | 421 Blatt | 29,5 × 20,5                                    | Digitalisat   |
| Cpg 784 | Johann Christoph von Morsheim: Ausgabenbuch (1599–1600) Kurfürst Friedrichs IV. von der Pfalz | Heidelberg, 1599–1600 | Papier               | 61 Blatt  | 31,2 × 19,7                                    | Digitalisat   |
| Cpg 785 | Urkundensammlung (Formularbuch) | Speyer (?), um 1540 | Papier               | 323 Blatt | 29,5 × 21                                      | Digitalisat   |
| Cpg 786 | Der Jude von Kreuznach: Medizinische Rezeptsammlung | Heidelberg, nach 1538 | Papier               | 103 Blatt | 31 × 21,7                                      | Digitalisat   |
| Cpg 787 | Alchemistische Rezepte; Feuerwerkbuch von 1420; Conradus Kyeser: Bellifortis | Speyer (?), 1430, Nachträge 1489/90 | Papier               | 113 Blatt | 29 × 20,5–21,5                                 | Digitalisat   |
| Cpg 788 | Urkundensammlung (Formularbuch) | Speyer (?), 15./16. Jh | Papier               | 151 Blatt | 29,5 × 20–21,5                                 | Digitalisat   |
| Cpg 789 | Medizinische Rezeptsammlung | Süddeutschland, um 1565 / um 1585 | Papier               | 189 Blatt | 32 × 20,5                                      | Digitalisat   |
| Cpg 790 | Medizinische Rezeptsammlung | Süddeutschland, um 1565 / um 1585 | Papier               | 179 Blatt | 32,5 × 20,5                                    | Digitalisat   |
| Cpg 791 | Johann Brendel von Marburg: Schriftstücke und Urkunden (überwiegend Abschriften) | verschiedene Orte, 1547–1560 | Papier               | 106 Blatt | 28,5 × 21,5                                    | Digitalisat   |
| Cpg 792 | Johann Brendel von Marburg: Briefe und Urkunden | verschiedene Orte, 1547–1563 | Papier               | 68 Blatt  | 30–32,8 × 20–28,5                              | Digitalisat   |
| Cpg 793 | Simprecht Kröll: Gebete und chronikalische Notizen | Augsburg, um 1518, Nachträge bis 1529 | Papier               | 130 Blatt | 30–32 × 20–23                                  | Digitalisat   |
| Cpg 794 | Ulrich Boner: Edelstein | Schwaben, um 1415 | Papier               | 84 Blatt  | 30 × 20,7                                      | Digitalisat   |
| Cpg 795 | Jacobus de Teramo: Belial (deutsch) | Schwaben (Augsburg?), um 1460/1470 | Papier               | 97 Blatt  | 30,9 × 21,4                                    | Digitalisat   |
| Cpg 796 | Medizinische Rezeptsammlung | Heidelberg (?), um 1540 | Papier               | 94 Blatt  | 31 × 21,5–22                                   | Digitalisat   |
| Cpg 797 | Georg Klet: Briefe | Heidelberg (?), um 1565/1570 | Papier               | 58 Blatt  | 31,5–33,5 × 20,5–21,5                          | Digitalisat   |
| Cpg 798 | Hauptartikel christlicher Lehre, aus dem alten und dem neuen Testament zusammengestellt | Amberg (?), um 1550–1579 | Papier               | 400 Blatt | 31,5–32,5 × 21                                 | Digitalisat   |
| Cpg 799 | Hermann Sider: Medizinische Rezeptsammlung | Nördlingen, 1571 | Papier               | 100 Blatt | 25,3 × 18                                      | Digitalisat   |